# Полет 472 на „Джапан Еър Лайнс“
Полет 472 на „Джапан Еър Лайнс“ е пътнически полет от летище „Париж-Шарл дьо Гол“, Париж, Франция, до летище „Токио Ханеда“, Токио, Япония, през международното летище „Чатрапати Шиваджи“, Мумбай, Индия. На 28 септември 1977 г. самолетът „Дъглас DC-8-62“, който лети по маршрута, е отвлечен от японската „червена армия“ със 156 души на борда. Малко след излитане от Бомбай петима въоръжени, водени от Осаму Маруока, отвличат самолета и нареждат да бъде откаран до Дака, Бангладеш. Там похитителите вземат пътниците и екипажа за заложници и поискват 6 милиона щатски долара и освобождаването на 9 задържани членове на японската „червена армия“.
Началникът на въздушния щаб на ВВС на Бангладеш преговаря с похитителите от контролната кула. На следващия ден са освободени петима заложници, включително американската актриса Карол Уелс и бившия член на калифорнийския парламент Уолтър Дж. Карабиан. На 1 октомври 1977 г. Япония приема исканията на похитителите и шестима от задържаните членове на японската „червена армия“ са освободени.
Чартърен полет на „Джапан Еър Лайнс“ превозва парите и освободени затворници до Дака, където размяната се състои на 2 октомври. Похитителите освобождават 118 пътници и членове на екипажа. На 3 октомври отлитат за Кувейт и Дамаск, където освобождават още единадесет заложници. Самолетът е откаран в Алжир, където е задържан от властите и останалите заложници са освободени.

## Последици
Инцидентът контрастира между европейския и американския подход за отказ от преговори с терористи спрямо подхода на Япония за умилостивяване на терористи, ако е необходимо. Малко след инцидента Националната полицейска агенция на Япония създава специален щурмов екип за справяне с бъдещи терористични актове. Няколко от терористите от японската „червена армия“, които участват в отвличането, все още не са задържани и текущото им местонахождение е неизвестно.
Осаму Маруока, който ръководи и отвличането на самолета при полет 404 на „Джапан Еър Лайнс“ през 1973 г., успява да избяга и остава в неизвестност до 1987 г., когато е арестуван в Токио, след като влиза в Япония с фалшив паспорт. Осъден е на доживотна присъда, умира в затвора на 29 май 2011 г. Друг от похитителите, Джун Нишикава, в крайна сметка се връща в Япония, арестуван е, и е осъден на доживотен затвор.